# Józef Orłowski (generał)

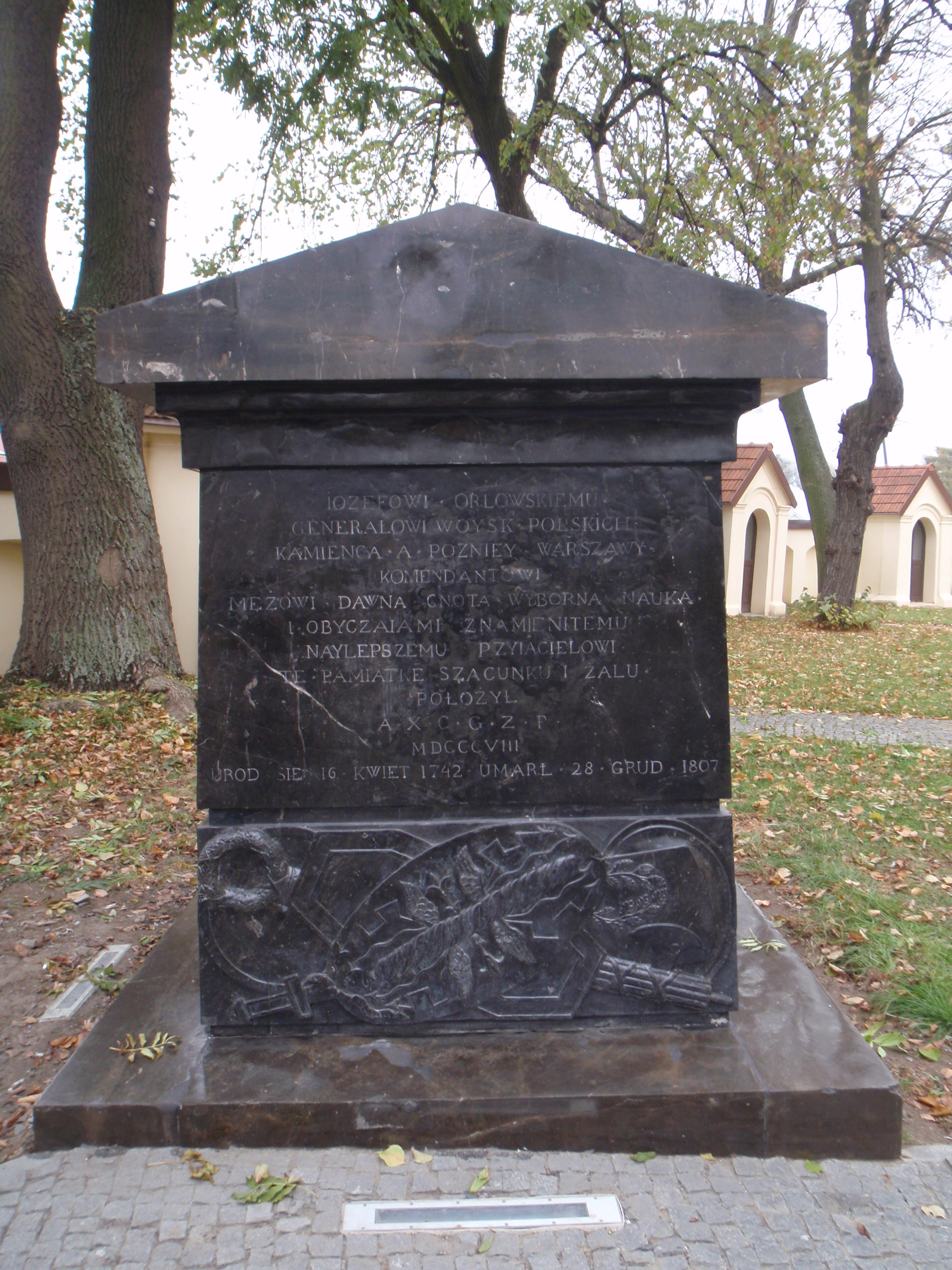
Grobowiec Józefa Orłowskiego w Końskowoli (stan z 2014).

Józef Orłowski herbu Chomąto (ur. 16 kwietnia 1742, zm. 28 grudnia 1807 w Końskowoli) – generał lejtnant wojsk koronnych.

## Życiorys
Przyjaciel Tadeusza Kościuszki, z którym był kadetem w Szkole Rycerskiej od 1766, a w 1769 wyjechali razem na studia artystyczne do Paryża. W 1774 powrócił do Polski. W 1782, w stopniu majora, był adiutantem księcia Adama Czartoryskiego. W 1789 razem z Poniatowskim i Kościuszką otrzymał stopień generała majora w reformowanej przez sejm i Stanisława Augusta armii polskiej. Był członkiem Zgromadzenia Przyjaciół Konstytucji Rządowej. 12 października 1789 roku został komendantem twierdzy w Kamieńcu Podolskim, w której przeprowadził wiele prac remontowych i modernizacyjnych, m.in. dokonał naprawy murów, mostów, wykopał nowe studnie i wybudował dwie nowoczesne baterie przy Bramie Królewskiej. W styczniu 1793, po upadku Konstytucji 3 Maja i przejęciu władzy przez zwolenników Konfederacji targowickiej, został zdymisjonowany z funkcji komendanta przez Stanisława Szczęsnego Potockiego.
W powstaniu kościuszkowskim 1794 generał lejtnant, od czerwca zastąpił Stanisława Mokronowskiego jako komendant miasta Warszawy i siły zbrojnej Księstwa Mazowieckiego, odpowiedzialny za sprawy organizacyjne i umocnienia obronne. Uczestniczył w decyzjach dotyczących działań wojskowych w okolicach stolicy. Po niewoli Kościuszki członek Rady Wojennej naczelnika Tomasza Wawrzeckiego. 8 listopada decyzją naczelnika oddał garnizon warszawski pod rozkazy Stanisława Augusta, co miało ułatwić rokowania kapitulacyjne z Suworowem.
Po upadku powstania brał udział w pracach komisji likwidacyjnej Szkoły Rycerskiej. Wkrótce potem zamieszkał w Puławach, gdzie na swoim dworze zatrudnił go Adam książę Czartoryski.
Na cmentarzu Parafii Znalezienia Krzyża Świętego i św. Andrzeja Apostoła w Końskowoli zachował się poświęcony mu pomnik nagrobny.